# Red Bull (напиток)
Red Bull — энергетический напиток, производимый австрийской компанией Red Bull GmbH. Представлен в 173 странах мира.

## История
«Red Bull» произошёл от энергетического напитка из Таиланда («Красный бык» — это дословный перевод с тайского «Krating Daeng»). Дитрих Матешиц, австрийский предприниматель, основал бренд the «Red Bull Energy Drink». Матешиц был директором по международному маркетингу компании «Blendax», когда он посетил Таиланд в 1982 и обнаружил, что «Krating Daeng» помог вылечить джетлаг (синдром смены часового пояса). C 1984 по 1987 Матешиц работал с «TC Pharmaceutical» (лицензиат «Blendax»), чтобы адаптировать «Krating Daeng» для европейского рынка.
В то же время Матешиц и Чалео Йювидья основали «Red Bull GmbH». Каждый инвестировал 500 000 долларов США и получил 49 % доли в новой компании. Оставшиеся 2 % были переданы сыну Чалео Шалем, при условии, что Матешиц будет руководить компанией. Продукт был запущен в 1987 году в виде газированного напитка.
«Red Bull» впервые вышел на зарубежные рынки (Венгрия) в 1992, и США (в Калифорнии) в 1997. В 2008 Форбс включил Чалео и Матешица в список богатейших людей мира на 260 месте с примерным состоянием в 4 миллиарда долларов. В 2009 «Red Bull Shot» объёмом 60 мл был выпущен в Австралии. Это был ответ их конкурентам «Mother and Monster», которые увеличили размер банки до 500 мл, уменьшив прибыли и увеличив их долю на рынке.

## Состав напитка
Red Bull и Red Bull Sugarfree:
| Red Bull                                                                                         | Red Bull Sugarfree |
| ------------------------------------------------------------------------------------------------ | ------------------ |
| Альпийская вода                                                                                  |                    |
| Таурин (400 мг/100 мл)                                                                           |                    |
| Кофеин (32 мг/100 мл)                                                                            |                    |
| Витамины группы B: B3 (ниацин), B5 (пантотеновая кислота), B6 (пиридоксин), B12 (цианокобаламин) |                    |
| Сахароза                                                                                         | Ацесульфам         |
| Глюкоза                                                                                          | Аспартам           |
| Регуляторы кислотности (лимонная кислота, гидрокарбонат натрия, карбонат магния)                 |                    |
| Красители (сахарный колер простой, рибофлавин)                                                   |                    |
| Ароматизаторы                                                                                    |                    |

«Red Bull», пищевая ценность (на 100 мл):
- энергетическая ценность (калорийность) 46 кКал (195 кДж),
- белки 0 г,
- углеводы 11 г,
- жиры 0 г,
- витамины: B3 (ниацин) 8 мг,
- B5 (пантотеновая кислота) 2 мг,
- В6 (пиридоксин) 2 мг,
- В12 (цианокобаламин) 2 мкг.

«Red Bull Sugarfree», пищевая ценность (на 100 мл):
- энергетическая ценность (калорийность) 3 кКал (14 кДж),
- белки 0 г,
- углеводы 0 г,
- жиры 0 г,
- витамины: B3 (ниацин) 8 мг,
- B5 (пантотеновая кислота) 2 мг,
- В6 (пиридоксин) 2 мг,
- В12 (цианокобаламин) 2 мкг.

## Влияние на здоровье
В мае 2009 года в шести федеральных землях Германии был введён запрет на продажу напитка «Red Bull Cola», в составе которого были найдены элементы кокаина (0,4 микрограмма на литр). Уже в августе того же года, после проведённого научного исследования, напиток вернулся на полки немецких магазинов. В ходе исследования было установлено, что кокаина в напитке вовсе нет, а положительный результат предыдущего теста дала деградация одного из компонентов напитка. В июне 2009 года продажа «Red Bull Cola» была запрещена также в Тайване.
Напиток не рекомендуется употреблять детям до 18 лет, беременным и кормящим женщинам, а также лицам, страдающим повышенной нервной возбудимостью, бессонницей, артериальной гипертензией.